# Józef Załęski
Józef Załęski herbu Prus I – cześnik łucki w 1779 roku, miecznik czernihowski w latach 1765–1779.
Sędzia kapturowy powiatu łuckiego w 1764 roku. Deputat województwa wołyńskiego na Trybunał Główny Koronny w 1779 roku.